# کیکه گونزالس
کیکه گونزالس (انگلیسی: Quique González؛ زادهٔ ۱۶ مهٔ ۱۹۹۰) بازیکن فوتبال اهل اسپانیا است که برای ایبار در پست مهاجم بازی می‌کند.